# Драгиня
Драгиня (укр. Драгиня) — село в Великолучковской сельской общине Мукачевского района Закарпатской области Украины.
Население по переписи 2001 года составляло 552 человека. Почтовый индекс — 89650. Телефонный код — 3131. Занимает площадь 0,809 км². Код КОАТУУ — 2122782803.